# Église Sainte-Marie de l'Estrada
L'église Sainte-Marie de l'Estrada est un édifice religieux du XVIIe siècle situé dans la commune d'Agullana, en Catalogne (Espagne). Elle est classée dans l'Inventaire du patrimoine architectural de Catalogne.

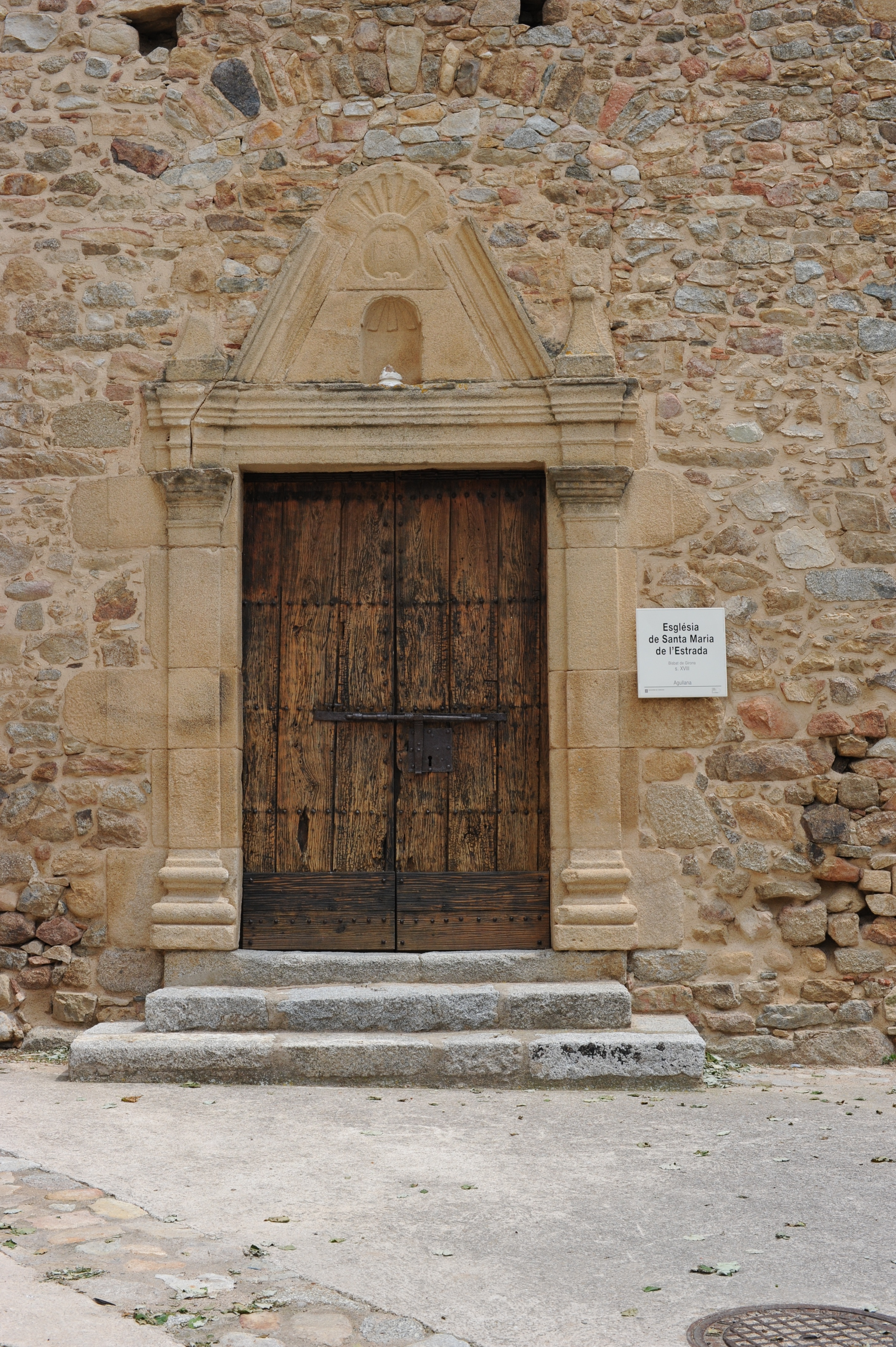
Le portail de l'église

## Description
L'église Sainte-Marie de l'Estrada comprend une nef, trois chapelles latérales et une abside polygonale à cinq côtés. Le portail de l'église, en granit, est surmonté d'un triangle dans lequel s'inscrit une coquille Saint-Jacques au-dessus d'un cercle où figure la date de 1780. On trouve sur cette même façade une rosace et, encore au-dessus, un œil-de-bœuf, juste sous le toit.

## Histoire
L'église Sainte-Marie de l'Estrada est mentionnée au XIIe siècle, puis au XIVe siècle. Durant l'invasion française, en 1675, l'église sert de quartier pour la cavalerie. L'édifice dans sa forme actuelle date de 1780.